# Marie Anne de Coislin
Marie Anne de Coislin, född de Mailly-Rubempré 1732, död 1817, är känd som älskarinna till kung Ludvig XV av Frankrike år 1755.

## Biografi
Marie Anne var dotter till markis Louis de Mailly (1696–1767) och hovdamen Anne Françoise Elisabeth Arbaleste de Melun. Hon gifte sig 1750 med hertig Charles Georges René du Cambout de Coislin (d. 1771), men separerade från honom efter ett kort äktenskap och flyttade tillbaka till sina föräldrar.
Marie Anne de Coislin inledde år 1755 ett förhållande med kungen med stöd av prins de Conti. Hon var den andra kvinna i raden efter Charlotte Rosalie de Choiseul-Beaupré som lanserades som kandidat att ersätta Madame de Pompadour som officiell mätress sedan kungen hade avslutat sitt intima samliv med Pompadour och ersatt detta med flickorna i Parc-aux-cerfs. Conti önskade att hon skulle kunna överta Pompadours plats som kungens politiska rådgivare, men hon visade sig sakna politiskt intresse och/eller begåvning. Försöket uppmärksammades mycket, och vid ett tillfälle utmanade hon Pompadour på kortspel och påpekade att hon bara hade kungar på hand, vilket sågs som dubbeltydigt. Pompadour betraktade henne som en verklig rival, men då det hela drogs till sin spets skickade kungen bort Coislin snarare än Pompadour. Ingen annan kvinna skulle därefter komma att uppträda som allvarlig konkurrent till Pompadour före hennes död 1764.
Marie Anne de Coislin hade sedan förhållanden med prins de Conti och greve de Coigny och har senare i livet påståtts haft förbindelser med både Gustav III av Sverige, Kristian VI av Danmark och Peter III av Ryssland. Om detta stämde är okänt, men det är känt att de två förstnämnda besökte henne under sina besök i Paris, vilket gav upphov till rykten. Efter Ludvig XV:s död 1774 återvände hon till hovet och nämns då och då i sällskapslivet. Hon ska till exempel hade förlorat en del pengar i prins de Guemenées konkurs 1782.
Marie Anne de Coislin stannade i Frankrike under franska revolutionen och levde inkognito under skräckväldet klädd som tjänare i Rouen, Bretagne och Vendée. Hon gifte om sig med Louis-Marie duc de Mailly (d. 1795). Efter Robespierres fall återfick hon sin egendom. Under sina sista år lärde hon känna Châteaubriand, som beskrev henne i sina memoarer.